# Cueva de Juarros
Cueva de Juarros es una localidad del municipio burgalés de Ibeas de Juarros, en la Comunidad Autónoma de Castilla y León (España). 
Su iglesia está dedicada a san Pantaleón mártir.

## Localidades limítrofes
Confina con las siguientes localidades:
- Al norte con Cuzcurrita de Juarros.
- Al noreste con Salgüero de Juarros.
- Al este con San Adrián de Juarros.
- Al sureste con Santa Cruz de Juarros.
- Al suroeste con Modúbar de San Cibrián.
- Al oeste con Carcedo de Burgos.
- Al noroeste con Espinosa de Juarros.

## Demografía
| Gráfica de evolución demográfica de Cueva de Juarros entre 1842 y 1970 |
| |
| Población de derecho según los censos de población del INE Población de hecho según los censos de población del INEEntre el censo de 1857 y el anterior, crece el término del municipio porque incorpora a Cuzcurrita de Juarros, Espinosa de Juarros y Modúbar de San Cebrian. Entre el censo de 1981 y el anterior, este municipio desaparece porque se integra en el municipio Ibeas de Juarros. |

## Historia
Así se describe a Cueva de Juarros en el tomo VII del Diccionario geográfico-estadístico-histórico de España y sus posesiones de Ultramar, obra impulsada por Pascual Madoz a mediados del siglo XIX:

Lugar con ayuntamiento en la provincia, diócesis, audiencia territorial, capitanía general y partido judicial de Burgos (3 leguas). Se halla situado en un hondo que forman las varias y escarpadas cuestas que le cercan; el viento que con más frecuencia reina es el N; y las calenturas, las enfermedades que ordinariamente se padecen. Tiene 26 casas, la municipal es un edificio que en otro tiempo sirvió de hospital y fue propiedad de la cofradía titulada del Cerro, de la que hablaremos más abajo; una escuela de primeras letras para ambos sexos dotada por los padres de los concurrentes con una cantidad sumamente módica; al N del lugar brota por la grieta de un enorme peñasco una fuente caudalosísima, la cual va a engrosar con sus aguas las del río Arlanzón, con el que se incorpora a distancia de ¾ de legua, siendo de advertir que dicha fuente no fluye siempre con igual caudal, pues unas veces se disminuye y esto sucede cuando los ríos menguan, y otras se aumenta y enturbia aunque no llueva en el radio de 8 leguas; se ha notado también en ocasión en que ha habido lavaderos de lana en Pineda y algunos otros puntos, que las aguas de la fuente de que nos ocupamos, solían traer pequeñas porciones de aquella materia, lo que induce a creer tiene su origen en algún río; lleva su curso por las entrañas de cuestas y montañas considerables, cuya circunstancia hace más admirable aquel manantial; hay una iglesia parroquial (la Natividad de Nuestra Señora), servida por un cura y un sacristán; el cementerio se halla a la parte meridional, como a 1.000 pasos de la población, y a su N se encuentra en la cumbre de un cerro una ermita (Nuestra Señora del Cerro) en la cual está fundada la cofradía que dejamos mencionada arriba; el número de hermanos y hermanas que en el día componen esta asciende a 400, siendo todos los de los pueblos inmediatos que no distan más de una legua de la referida ermita; aquellos celebran dos funciones; la primera y principal, el día de la Natividad de Nuestra Señora, y la segunda llamada de Ánimas, el primer lunes después de San Lucas, ambas con asistencia de todos los cofrades; cada año se nombra un abad, cuya elección debe recaer en uno de los eclesiásticos que componen la cofradía, según el orden de antigüedad, y tiene la obligación de avisar a los hermanos cuando alguno de ellos fallece; se nombran también un prior y los criados necesarios, verificándose todo esto concluida la función de dicho lunes; los gastos que ocurren son de cuenta de los cofrades. Confina con término de Espinosa, San Adrián de Juarros, Revillarus y Olmos-albos. El terreno es bastante escabroso y poco fértil; le baña el río Bugedo que se forma de las aguas que fluyen en la sierra de Villamel y de las nieves que se derriten; su curso no es perenne, pues en verano se queda seco; suele desbordarse algunas veces, y entonces causa daños de consideración; pasa cerca de un convento de Bernardos llamado Bugedo, del cual toma el nombre; además de este río fertiliza también el terreno un riachuelo que tiene su origen en la fuente que nace en el pueblo de Santa Cruz de Juarros; las aguas del expresado riachuelo riegan algunos prados que hay a su orilla; se halla al S del lugar un monte muy bien cuidado, poblado de robles y con yerbas de pasto. Caminos: los locales. Correos: la correspondencia se recibe de Burgos por los mismos interesados. Producciones: trigo que es el más abundante, cebada, avena y legumbres; cría ganado lanar, y caza de perdices y liebres. Industria: la agrícola y un molino harinero. Población: 13 vecinos, 52 almas. Capital productivo: 316.020 reales. Imponible: 31.923. Contribución: 1.355 reales 33 maravedíes. El presupuesto municipal asciende a 1.000 reales y se cubre por reparto vecinal.
Diccionario geográfico-estadístico-histórico de España y sus posesiones de Ultramar